# Canimated Nooz Pictorial, No. 5
Canimated Nooz Pictorial, No. 5 è un cortometraggio muto del 1916. Il nome del regista non viene riportato nei crediti.

## Produzione
Il film - un cortometraggio in un rullo - fu prodotto dalla Essanay Film Manufacturing Company.

## Distribuzione
Uscì in sala il 23 febbraio 1916.